# Вулиця Кеннеді (Стамбул)
Вулиця Кеннеді (тур. Kennedy Caddesi) — 13-кілометрова вулиця у Стамбулі, Туреччина, побудована в середині XX століття, що прямує від станції Сіркеджі в напрямку району Бешикташ та міжнародного аеропорту імені Ататюрка. Вулиця отримала назву на честь 35-го президента США Джона Ф. Кеннеді..

## Розташування
Велика частина вулиці Кеннеді пролягає вздовж Константинопольських стін по берегу Мармурового моря. Починається від станції Сіркеджі вулиця прямує на схід по південному берегу затоки Золотий Ріг у напрямку до місця впадання Босфора в Мармурове море. На мисі Сарайбурну вулиця повертає на південь і прямує по його східній стороні, між Босфором і палацом Топкапи. Після маяка Ахиркапи і палацу Буколеон, дорога повертає на захід у напрямку до західного Стамбулу і аеропорту Ататюрк, проходячи поруч з Церквою Святих Сергія і Вакха, Константинопольським патріархатом Вірменської апостольської церкви і великою пристанню в районі Єнікапи. Формально вулиця Кеннеді закінчується в районі пристані Атакей, переходячи у вулицю Рауф Орбая, що далі прямує до аеропорту.

## Туристичні пам'ятки
Вздовж вулиці розташовано кілька історичних і культурних об'єктів (вказані тільки ті, на які можна потрапити безпосередньо з вулиці):
- Стіни Константинополя (413 рік);
- Маяк Ахиркапи (1857 рік);
- Імператорські морські ворота (Çatladı Kapı);
- Палац Буколеон (V століття);
- Парк Коча Мустафа-паші;
- Парк Сахіл;
- Рибний музей;